# NGC 6021
NGC 6021 је елиптична галаксија у сазвежђу Змија која се налази на NGC листи објеката дубоког неба.
Деклинација објекта је + 15° 57' 23" а ректасцензија 15h 57m 30,7s. Привидна величина (магнитуда) објекта NGC 6021 износи 13,1 а фотографска магнитуда 14,1. NGC 6021 је још познат и под ознакама UGC 10102, MCG 3-41-5, CGCG 108-17, PGC 56482.